# Umowa nienazwana
Umowa nienazwana – w polskim prawie za umowę nienazwaną uważa się wszystkie umowy, niebędące umowami nazwanymi. Ze względu na zasadę swobody umów, stosunki prawne regulowane umową nienazwaną kreowane są przez strony w sposób dowolny i odpowiadający stronom (przeciwnie do umów nazwanych, regulowanych w wyodrębnionej przez doktrynę części szczegółowej księgi trzeciej Kodeksu cywilnego). Treść umowy nienazwanej nie powinna być sprzeczna z prawem, tzn. jej cel, zapisy i efekty nie mogą naruszać żadnych przepisów prawa. Z zasad stosowanych przy tworzeniu umów nienazwanych korzystać można przy kreowaniu treści umów mieszanych, tj. złożonych z elementów umów nazwanych i umów nienazwanych lub umowy nienazwanej z umową nienazwaną.
Prawo rzymskie określało jako contracti innominati umowy niemieszczące się w ramach określonych kontraktów, niedające  się zaliczyć ani do sztywnych kontraktów actiones stricti iuris (powództwa ścisłego prawa), ani do mniej sformalizowanych umów realnych i konsensualnych zwanych actiones bonae fidei (powództwa dobrej wiary).
Były to umowy nieformalne, głównie o wzajemne świadczenie, nienależące do powyższych grup ani do pacta vestita, początkowo nie były zaskarżalne, można było jedynie się ubiegać o zwrot danego świadczenia (condictio ob rem dati) w razie niewykonania świadczenia wzajemnego. Jeśli spełnione świadczenie polegało na czynności, powodowi przysługiwało actio doli. Z czasem dzięki pretorom zaskarżalność o wyrównanie szkody uzyskały za pomocą actio in factum kontrakt estymatoryjny i umowa zamiany. W prawie justyniańskim kontraktami bezimiennymi były te, w których jeden z kontrahentów wykonał jednostronnie świadczenie i mógł skarżyć o świadczenie wzajemne przez actio praescriptis verbis.
Wyróżniano 4 rodzaje umów:
- do ut des (łac. daję, abyś dał) zamiana rzeczy (permutatio)
- do ut facias (daję, abyś zrobił) przeniesienie własności rzeczy w zamian za przyrzeczenie wykonania usługi
- facio ut des (robię, abyś dał) wykonanie usługi w zamian za obietnicę przeniesienia własności, np. nagroda dla znalazcy
- facio ut facias (robię, abyś zrobił) zamiana usług, np. wzajemna obietnica zbudowania domu[1].